# Route départementale 14 (Ardennes)
Pour les articles homonymes, voir Route départementale 14.
La route départementale 14, abrégée en D14, est une route départementale des Ardennes qui relie Rocquigny à Chestres dans la commune de Vouziers, en passant par Chaumont-Porcien.
Son point de départ est situé dans la commune de Rocquigny, à la frontière avec le département de l'Aisne près du hameau de Mainbresson. Dans l'Aisne, la route se poursuit sous le numéro D520. La D14 se termine à l'intersection avec la D977 à Chestres dans la commune de Vouziers.
De Charbogne à Chestres, elle suit la rive droite de l'Aisne.

## Tracé
- frontière avec le département de l'Aisne
- Mainbresson, commune de Rocquigny
- Mainbressy, commune de Rocquigny
- Rocquigny
- Chaumont-Porcien, tronc commun avec la D2
- Adon, commune de Chaumont-Porcien
- Doumely-Bégny
- Justine-Herbigny
- Sery, interruption de la D14, tronc commun avec les D10 et D3
- reprise de la D14 à Novion-Porcien
- Provisy, commune de Novion-Porcien
- Corny-Machéroménil
- Vauzelles, commune d'Auboncourt-Vauzelles
- Faux
- Sorcy-Bauthémont
- interruption de la D14 à Alland'Huy-et-Sausseuil, tronc commun avec la D30
- Sausseuil, commune d'Alland'Huy-et-Sausseuil, reprise de la D14
- Alland'Huy-et-Sausseuil
- Charbogne
- Mont-de-Jeux, commune de Saint-Lambert-et-Mont-de-Jeux
- Semuy, tronc commun avec la D25
- Voncq
- Terron-sur-Aisne, commune de Vouziers
- Vandy
- Chestres, commune de Vouziers